# Delta de Dirac

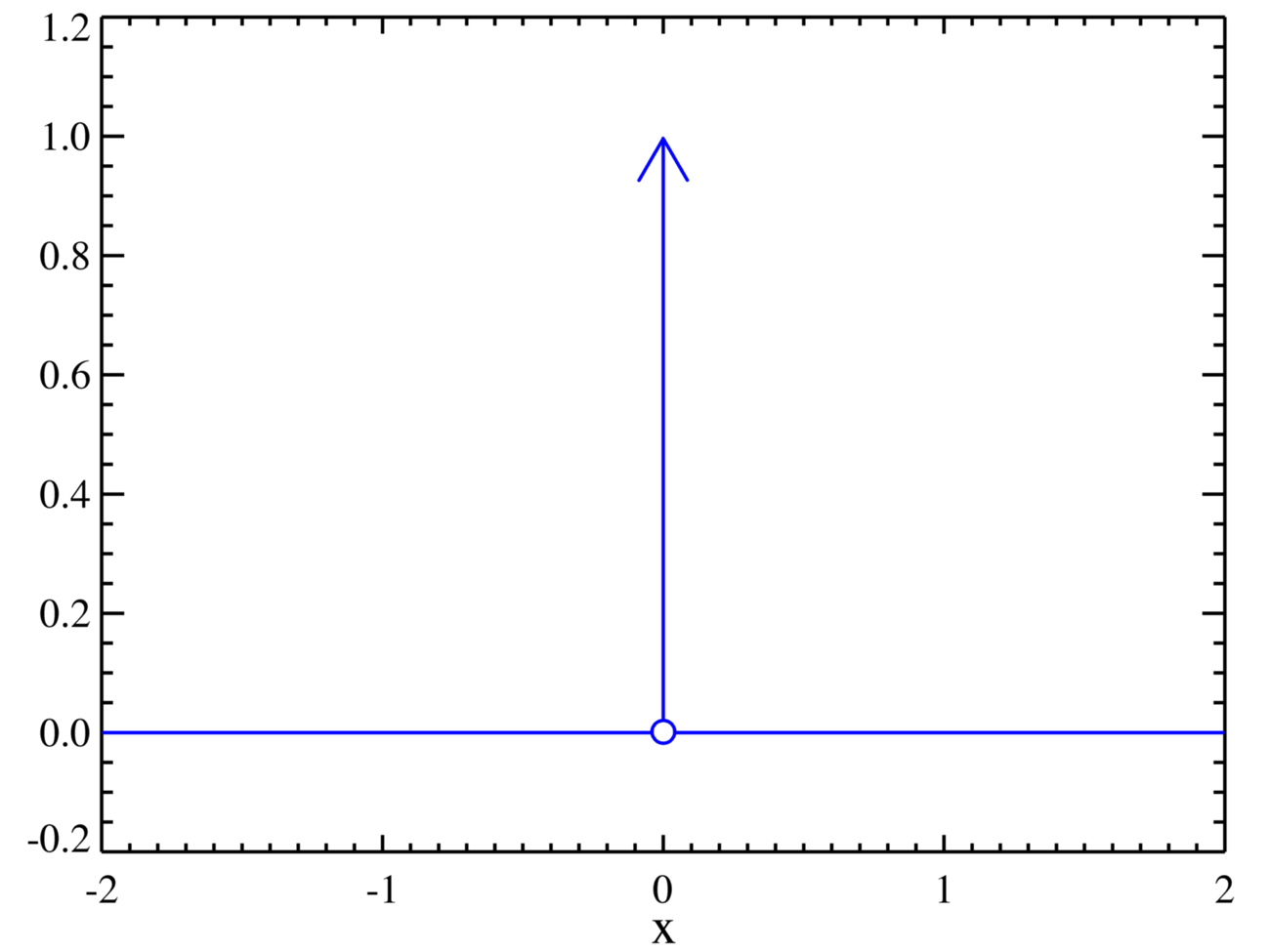
Representação geométrica da função Delta de Dirac

Em matemática, a função delta de Dirac, também conhecida como função δ, é uma distribuição na reta real, a qual vale infinito no ponto zero e é nula no restante da reta. A integral da função Delta de Dirac em toda reta é definida como tendo valor 1. Foi introduzida pelo físico teórico Paul Dirac em 1930 em seu livro ‘’The Principles of Quantum Mechanics’’. Seu
análogo no domínio discreto é o delta de Kronecker,o qual vale 0 e 1.
Pode-se pensar no Delta de Dirac como um retângulo infinitamente estreito e infinitamente alto, com área igual à unidade. Em muitos casos, pode ser encarado como o limite de funções que tendem a estas condições.Além disso, se enfocarmos no contexto de processamento de sinais, ela é frequentemente interpretada como um impulso unitário.

A função delta de Dirac como limite (no sentido de distribuição) da sequência da distribuição normal com centro em zero.

Matematicamente, o Delta de Dirac não pode ser caracterizado propriamente como uma função, mas sim como um objeto matemático. Isso porque qualquer função que valha zero em todos os pontos exceto um, deve ter integral nula em toda a reta. Entretanto, quando em uma integral, ganha sentido matemático e, para a maioria dos propósitos, pode ser encarado e manipulado como uma função.

## Visão Geral
Apesar do nome, a função Delta de Dirac não é verdadeiramente uma função. δ(x) difere de uma função g(x)=0 apenas em zero, e portanto as duas são funções iguais quase sempre. Segundo a teoria de integração de Lebesgue, duas funções integráveis e iguais quase sempre, têm,necessariamente, integrais idênticas. Entretanto, a integral da função g(x) é zero, e a da função Delta de Dirac vale 1 por definição.
Desconsiderando o formalismo matemático, em termos práticos o Delta pode ser encarado como uma função na maioria dos casos. Geralmente é usado para modelar uma função impulso, isto é, modelar situações pontuais (como massas e cargas pontuais) ou instantâneas (adição instantânea de uma substância em uma reação química ou a dinâmica de um martelo batendo  fortemente em um sistema massa mola, por exemplo). 

## História
Joseph Fourier nos apresentou o que é chamado nos dias de hoje  de “Teorema de integral de Fourier”  na sua obra “ Théorie analytique de la chaleur” na forma: 
{\displaystyle f(x)={\frac {1}{2\pi }}\int _{-\infty }^{\infty }\ \ d\alpha f(\alpha )\ \int _{-\infty }^{\infty }dp\ \cos(px-p\alpha )\ ,}

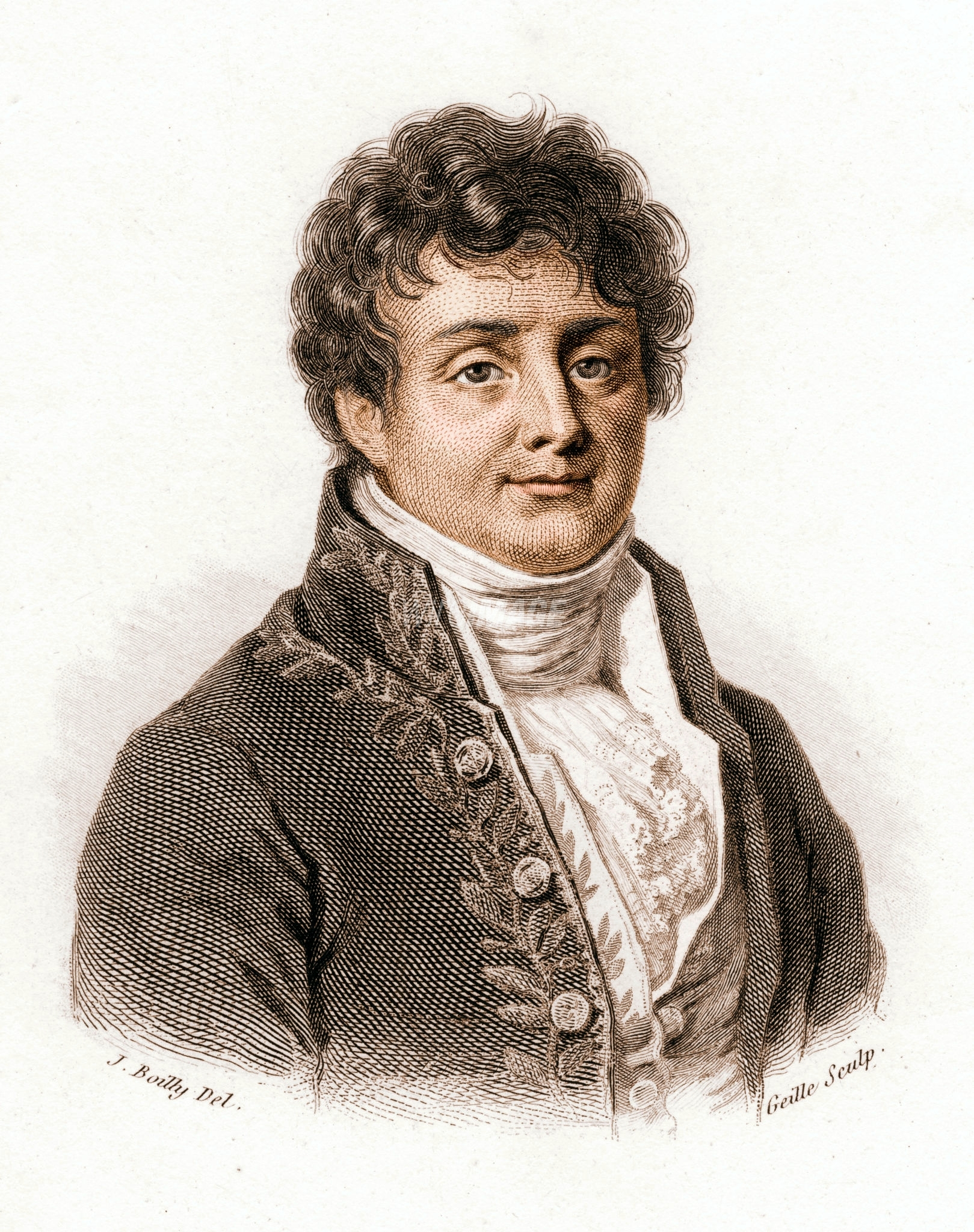
Jean-Baptiste Joseph Fourier

A equação acima equivale a introdução da função- δ no seguinte formato: 
{\displaystyle \delta (x-\alpha )={\frac {1}{2\pi }}\int _{-\infty }^{\infty }dp\ \cos(px-p\alpha )\ .}
Anos mais tarde o matemático francês, Augustin-Louis Cauchy expressou o mesmo teorema no formato de funções exponenciais: 
{\displaystyle f(x)={\frac {1}{2\pi }}\int _{-\infty }^{\infty }\ e^{ipx}\left(\int _{-\infty }^{\infty }e^{-ip\alpha }f(\alpha )\ d\alpha \right)\ dp.}
Cauchy percebeu que em alguns casos a ordem da integração teria um resultado significativo no  resultado final, conseguindo comprovar esta premissa por meio da  teoria das distribuições. 
A equação encontrada por Cauchy pode ser organizada para se assemelhar com a formula inicial encontrada por Fourier, representando a função- δ como:
{\displaystyle {\begin{aligned}f(x)&={\frac {1}{2\pi }}\int _{-\infty }^{\infty }e^{ipx}\left(\int _{-\infty }^{\infty }e^{-ip\alpha }f(\alpha )\ d\alpha \right)\ dp\\&={\frac {1}{2\pi }}\int _{-\infty }^{\infty }\left(\int _{-\infty }^{\infty }e^{ipx}e^{-ip\alpha }\ dp\right)f(\alpha )\ d\alpha =\int _{-\infty }^{\infty }\delta (x-\alpha )f(\alpha )\ d\alpha ,\end{aligned}}}

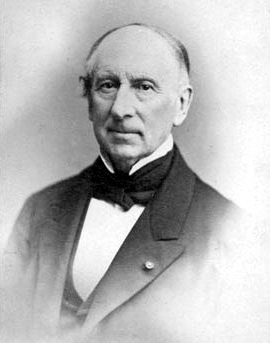
Augustin-Louis Cauchy,1857.

Na qual a função- δ e representada como:
{\displaystyle \delta (x-\alpha )={\frac {1}{2\pi }}\int _{-\infty }^{\infty }e^{ip(x-\alpha )}\ dp\ .}
A interpretação rigorosa da forma exponencial encontrada por Cauchy e como também as varias limitações sobre a função f necessárias para suas aplicações se estenderam por muitos séculos. Os problemas relatados pela interpretação clássica serão explicados a seguir: 
O maior inconveniente da classica transformacao de Fourier é a quantidade muito restrita de funções ( originais ) que podem ser efetivamente computadas. Ou seja, é necessário que essas funções decrescam suficientemente rápido para zero (próximo de infinito)  para assegurar que exista a integral de Fourier. Por exemplo, a transformação de Fourier para funções simples como as polinomiais não existe na forma clássica.
A extensão da transformação de Fourier clássica foi importante para que houvesse uma forma de aumentar o número de funções, que até então não eram muitas, para um número considerável de classes a serem transformadas. Tal ajudou a superar muitos obstáculos vivenciados por matemáticos da época.
Desenvolvimentos posteriores incluíram generalizações a  integral de Fourier, “inicialmente com a  teoria de Plancherel “pathbreaking L2-theory (1910)” , sucessivamente pelo trabalho de Wiener e  Bochner ( em meados de 1930) e culminando com a amalgamação para a teoria de distribuição de  L. Schwartz ( 1945 )”,   guiando assim para o desenvolvimento da função delta de Dirac.
Em 1827, em um texto de Augustin Louis Cauchy, uma fórmula infinitesimal com altura infinita para uma função delta de impulso unitário  ( uma versão infinitesimal da distribuição de Cauchy) foi proposta.
Siméon Denis Poisson considerou esta questão apropriadamente associada com o estudo da propagacao de ondas como foi  também foi vista por Gustav Kirchhoff  posteriormente. Kirchhoff e Hermann von Helmholtz  também introduziram o impulse unitário como um limite gaussiano, que também corresponde ao ponto encontrado por Lord Kelvin como uma fonte de calor. No final do século dezenove, Oliver Heaviside usou a serie de Fourier para manipular o impulso unitário.  A função delta de Dirac como e conhecida nos dias de hoje foi introduzida como uma “notação conveniente” por Paul Dirac em seu livro The Principles of Quantum Mechanics,1930. Ele a chamou de “função delta”, pois foi analogamente encontrada pela função discreta de Kronecker delta.

## Definição[11]
Para definir matematicamente a função Delta de Dirac, é conveniente utilizar outra função singular, a chamada função de Heaviside, também conhecida por função salto ou degrau. Considera-se o Delta como o limite de funções pulso unitário {\displaystyle f_{\epsilon }(t)},  num curto intervalo de tempo {\displaystyle [-\epsilon ,\epsilon ]}, quando o parâmetro {\displaystyle \epsilon } tende a zero:
{\displaystyle f_{\epsilon }(t)={\frac {1}{2\epsilon }}[u(t+\epsilon )-u(t-\epsilon )]={\begin{cases}0&t<-\epsilon \\{\frac {1}{2\epsilon }}&-\epsilon <t<\epsilon \\0&t>\epsilon \end{cases}}}
Para representar um impulso num instante de tempo que não zero, realiza-se um deslocamento na equação anterior:
{\displaystyle f_{\epsilon }(t-a)={\frac {1}{2\epsilon }}[u(t-(a-\epsilon ))-u(t-(a+\epsilon ))]={\begin{cases}0&t<a-\epsilon \\{\frac {1}{2\epsilon }}&a-\epsilon <t<a+\epsilon \\0&t>a+\epsilon \end{cases}}}
Observa-se que as áreas dos retângulos formados pelas funções pulso unitário {\displaystyle f_{\epsilon }(t)} valem 1 independentemente do valor de {\displaystyle \epsilon }. Ou seja:
{\displaystyle A=\int _{a-\epsilon }^{a+\epsilon }f_{\epsilon }(t-a)dt=\int _{a-\epsilon }^{a+\epsilon }{\frac {1}{2\epsilon }}dt=1}
Assim, considerando que quando {\displaystyle \epsilon \rightarrow 0\quad f_{\epsilon }(t-a)\rightarrow \infty }, define-se a função Delta de Dirac como sendo
{\displaystyle \delta (t-a)=\lim _{\epsilon \to 0}f_{\epsilon }(t-a)}
A função Delta de Dirac pode também ser definida em termos de outras funções com propriedades análogas. Por exemplo:
{\displaystyle \delta (t)=\lim _{\epsilon \to 0}{\frac {e^{\frac {-t^{2}}{\epsilon ^{2}}}}{\epsilon {\sqrt {\pi }}}}}
Resumidamente, pode se escrever:
{\displaystyle \delta (x-x_{0})={\begin{cases}\infty ,&x=x_{0}\\0,&x\neq x_{0}\end{cases}}}
{\displaystyle \int _{-\infty }^{\infty }\delta (x)dx=1}
É possível também encarar a distribuição Delta como um limite de aproximações da identidade.

## Propriedades[12]

### Propriedade da Filtragem
Uma propriedade interessante da Delta de Dirac é a propriedade da filtragem:
{\displaystyle \int _{-\infty }^{\infty }\delta (t-a)f(t)dt=f(a).}
Para chegar a este resultado utilizou-se o fato de que a {\displaystyle \delta (t-a)} é nula quando t≠a, então os limites de integração podem ser alterados para a-ε e a+ε. E como {\displaystyle f(t)} é contínua em t=a seu valor neste intervalo não será muito diferente de {\displaystyle f(a)}, pode-se dizer que aproximadamente,
{\displaystyle \int _{-\infty }^{\infty }\delta (t-a)f(t)dt=\int _{a-\epsilon }^{a+\epsilon }\delta (t-a)f(t)dt\approx f(a)\int _{a-\epsilon }^{a+\epsilon }\delta (t-a)dt=f(a)}

### {\displaystyle }Transformada de Laplace da Delta de Dirac
Partindo-se da definição da Transformada de Laplace e utilizando a Propriedade da Filtragem,
{\displaystyle {\mathcal {L}}(\delta (t-a))=\int _{0}^{\infty }\delta (t-a)e^{-st}dt=e^{-as}}.

### Transformada de Fourier da Delta de Dirac
Assim como a Transformada de Laplace da função Delta de Dirac sua Transformada de Fourier também é obtida através da propriedade da filtragem,
{\displaystyle {\mathcal {F}}(\delta (t-a))=\int _{-\infty }^{\infty }\delta (t-a)e^{-i\omega t}dt=e^{-i\omega a}}.

## Aplicação em Física
Em física, entre outras aplicações, ela é usada para representar densidades de objetos pontuais (e.g., carga pontual)  e na normalização de operadores contínuos (e.g.,operador posição) da mecânica quântica. Além disso, podemos utilizá-la na mecânica clássica para representar um impulso sendo aplicado em um corpo.

### Mecânica Estrutural
A equação governante que descreve um sistema massa-mola sob uma ação de uma força (impulso) em t=0 é
{\displaystyle m{\operatorname {d^{2}} \!x \over \operatorname {d} \!t^{2}}+kx=I\delta (t)}
sendo m a massa, k a constante da mola e {\displaystyle x} a deflexão dela.
Além dessa equação, temos outras na área de mecânica estrutural, como a equação de Euler–Bernoulli, a qual descreve a deflexão de uma viga e é constituída por uma equação diferencial de quarta ordem.
{\displaystyle EI{d^{4}w \over dx^{4}}=q(x)}
onde EI é a rigidez a flexão, pois E é o módulo da elasticidade e I é o momento de inércia da seção transversal de uma viga entorno de um eixo. W é a deflexão e q(x) é a distribuição da carga. 
Se a viga apresenta uma força F em {\displaystyle x=x_{0}}, a distribuição da carga é dada pela seguinte equação:
{\displaystyle q(x)=F\delta (x-x_{0}).}
Porém ao considerarmos uma viga sob ação de duas forças opostas que distam d metros, elas geram um momento M=Fd na viga e ao aplicarmos o limite com d tendendo a zero temos a seguinte equação
{\displaystyle q(x)=\lim _{d\to 0}(F\delta (x)-F\delta (x-d))}
{\displaystyle q(x)=\lim _{d\to 0}{\bigg [}\left({\frac {M}{d}}\right)\delta (x)-\left({\frac {M}{d}}\right)\delta (x-d){\bigg ]}}
{\displaystyle q(x)=M\lim _{d\to 0}\left({\frac {\delta (x)-\delta (x-d)}{d}}\right)}

Viga deformada devido a uma força uniforme

Observação: Consideramos na equação acima x=0
Essa equação além de ser aplicada no ramo da física, é também frequentemente utilizada na Engenharia Civil.

## Aplicação em Engenharias

### Engenharia Elétrica
Em circuitos elétricos RLC, RL e RC, por exemplo, quando aplicamos uma fonte no circuito vemos uma saída diferente da entrada, essa saída atípica é composta pela resposta do circuito a excitação da fonte externa que depende das características da função de entrada e das características dos componentes do circuito como a capacitância, indutância e resistência. Como capacitores e indutores envolvem derivadas na relação corrente e tensão, teremos uma equação diferencial para o circuito. Esta equação pode ser resolvida usando a equação característica do circuito.
A fonte excitante desse circuito pode ser modelada por uma Delta de Dirac, e o circuito responderá a esta excitação de uma forma muito particular como exemplificado adiante. Essa variação instantânea de tensão ou corrente pode ser pensada como uma chave abrindo ou fechando rapidamente, por exemplo, gerando um impulso de modelação instantânea. Este tempo de atuação é muito pequeno o que nos possibilita modelar o circuito usando as definições e propriedades da Delta de Dirac.
Exemplo: Circuito RLC em série sofrendo um chaveamento instantâneo. Seja {\displaystyle L} a indutância, {\displaystyle C} a capacitância, {\displaystyle R} a resistência e {\displaystyle \delta (0)}  delta de Dirac aplicada em t=0.
{\displaystyle L{\frac {di}{dt}}+Ri+{\frac {q}{C}}=\delta (0)} (Equação modeladora do circuito)
Deixando a equação em função da carga:
{\displaystyle Lq''+Rq'+{\frac {q}{C}}=\delta (0)}
Aplicando a Transformada de Laplace e considerando a carga e a corrente zero em t=0:
{\displaystyle LS^{2}Q(S)+SRQ(S)+{\frac {Q(S)}{C}}=1} (Equação no espaço das transformadas)
Observação: Interessante notar que caso a delta estivesse acompanhada de outra fonte, poderíamos usar a propriedade da filtragem listada acima quando calculada a transformada.
Para {\displaystyle R}=20Ω, {\displaystyle L}=1H e {\displaystyle C}=0.0001F, temos a tensão no capacitor modelada pela seguinte equação:
{\displaystyle V_{c}(t)=100.5e^{-10t}\sin(99.5t)}
Análise qualitativa da resposta:
Devido ao número de Euler estar elevado a um expoente negativo, quando o tempo tende ao infinito, a amplitude da tensão tende a 0. Esta resposta é uma característica de fenômenos em circuitos modelados pela delta de Dirac, pois o circuito recebe uma carga de energia no instante de aplicação que a longo prazo é drenada pela resistência do circuito que consome corrente, de acordo com o efeito Joule.

### Engenharia Civil
Em Engenharia Civil,  a função delta de Dirac é utilizada para modelagem de estruturas como, por exemplo, vigas. Nestes casos, a função delta de Dirac representa forças/momentos pontuais sendo aplicados na estrutura, como pode-se ver um exemplo abaixo:
Modelagem da deflexão em vigas sujeitas a cargas concentradas:
Considerando uma viga elástica horizontal de comprimento L sob a ação de forças verticais, coloca-se o eixo horizontal x com origem no extremo a esquerda da viga, logo, x=L é o outro extremo. Supõe-se que a viga está sujeita à uma carga W(x) que provoca deflexão em cada ponto x {\displaystyle \in }[0, L]. Para pequenas deflexões pode-se aproximar a curvatura k(x) pela variação instantânea de {\displaystyle \theta }(x), onde {\displaystyle \theta }(x) é o ângulo entre o eixo x e a tangente, ou seja,
{\displaystyle k(x)=d\theta (x)/dx}.
Como
{\displaystyle \operatorname {d} \!y(x)/\operatorname {d} \!x=tan(\theta (x))}
e para {\displaystyle \theta }(x) pequeno, tan({\displaystyle \theta }(x)) pode ser considerada como {\displaystyle \theta }(x), portanto temos:
{\displaystyle \operatorname {d} \!y(x)/\operatorname {d} \!x=\theta (x)}
Derivando a equação anterior e substituindo, obtemos
{\displaystyle \operatorname {d^{2}} \!y(x)/\operatorname {d} \!x^{2}=k(x)}.
Pela Lei de Hooke, k(x) = M(x)/EI, onde E é o módulo de Young, I é o momento de inércia da viga e M(x) o momento fletor. Assim, substituindo na equação anterior:
{\displaystyle \operatorname {d^{2}} \!y(x)/\operatorname {d} \!x^{2}=M(x)/EI}
A variação do momento de inércia M(x) é a força de cisalamento V(x):
{\displaystyle {d \over dx}M(x)=V(x)}
e a variação da força de cisalamento é a carga:
{\displaystyle {d \over dx}V(x)=W(x)}.
Logo,
{\displaystyle {d^{2} \over dx^{2}}M(x)=W(x)}.
Considerando uma viga engastada, ou seja:
{\displaystyle y(0)=y'(0)=y(L)=y'(L)=0}
Neste exemplo, a carga estando concentrada na posição x=L/3 e tendo intensidade {\displaystyle P_{0}}, a expressão pode ser modelada por:
{\displaystyle W(x)=P_{0}\delta (x-L/3)}.

### Engenharia Hídrica
Em Engenharia Hídrica, a função delta de Dirac é utilizada na resolução da Equação do Helmholtz para um sistema barragem-albufeira , porém sua maior utilização é na modelagem de águas subterrâneas, sendo na modelagem aquíferos confinados, onde a função delta Dirac representa a vazão bombeada por um poço em um ponto específico e também para calcular a fonte ou sorvedouro tridimensional de um aquífero (equação abaixo), que foi deduzida a partir da lei de Darcy e do princípio da conservação de massa em um volume elementar representativo (REV) de um aquífero:
{\displaystyle W=\sum _{i=1}Q_{i}\delta (x-x_{i})\delta (y-y_{i})\delta (z-z_{i})}
Sendo {\displaystyle Q_{i}\left[{\frac {L^{3}}{T}}\right]}a taxa de bombeamento ou injeção do poço  {\displaystyle i} em {\displaystyle (x_{i},y_{i},z_{i})}e {\displaystyle \delta } representa o armazenamento específico com unidade {\displaystyle \left[{\frac {1}{L}}\right]}.

## Aplicação em Estatística
Em estatística, ela permite generalizar as fórmulas para variáveis aleatórias discretas e contínuas, por exemplo:
O valor esperado de uma variável aleatória contínua é escrito como:
- {\displaystyle E[X]=\int xf(x)dx}

Por outro lado, o valor esperado de uma variável aleatória discreta é escrito como:
- {\displaystyle E[X]=\sum x_{i}p(x_{i})}

O uso da Delta de Dirac permite unificar estas duas fórmulas, definindo-se a função densidade de probabilidade de uma variável aleatória discreta por:
- {\displaystyle f(x)=\sum p(x_{i})\delta (x-x_{i})}

## Aplicação no Metabolismo de uma Medicação
Com o delta de Direc nos permite descrever o metabolismo de uma medicação de acordo com uma taxa {\displaystyle (\tau )}(taxa que o organismo metaboliza o medicamento), o que é de extrema importância para determinar a dosagem ideal e também o intervalo de tempo entre as doses. A equação que descreve esse acontecimento é:
{\displaystyle m'=\left({\frac {1}{\tau }}\right)m(t)=x(t)} , para t>0
sendo x(t) a dosagem ao longo do tempo e m(t) a concentração do medicamento, lembrando que as doses entram no sangue de modo instantâneo e que a taxa de metabolização da droga é diretamente proporcional à concentração.
Considerando a concentração administrada instantaneamente com intervalos T, podemos escrever a equação que se refere a entrada x(t):
{\displaystyle x(t)=m_{0}[\delta (t)+\delta (t-T)+\delta (t-2T)+...]}
Como não há substância no organismo no primeiro momento da ingestão do medicamento, consideramos m(0)=0 e aplicamos a transformada de Laplace para calcular m(t):
{\displaystyle sM(s)+\left({\frac {1}{\tau }}\right)M(s)=m_{0}(1+e^{-sT}+e^{-2sT}+...)=m_{0}\sum _{n=0}^{\infty }(e^{-sT})^{n}}
Observação: {\displaystyle {\mathcal {L}}\{m(t)\}\ =sM(s)+m(0)}, porém como m(0)=0, esse termo não aparece na equação.
Manipulando a equação acima obtemos: 
{\displaystyle M(s)=\left({\frac {m_{0}}{s+\left({\frac {1}{\tau }}\right)}}\right)\sum _{n=0}^{\infty }(e^{-sT})^{n}}
Para encontrar a função m(t) basta aplicamos a inversa da transformada de Laplace usando a propriedade do deslocamento em s
{\displaystyle m(t)=m_{0}(e^{\left({\frac {-t}{\tau }}\right)}+e^{\left(-{\frac {t-T}{\tau }}\right)}u(t-T)+e^{\left(-{\frac {t-2T}{\tau }}\right)}u(t-2T)+...)} 

## Pente de Dirac
Conhecido por ser um

Um Pente de Dirac é uma série infinita de funções delta de dirac espaçadas por intervalos de T.

trem de impulso uniforme encontrado por meio do delta de Dirac  ,também conhecido como  função shah, cria uma
função de amostragem, usualmente utilizada em processamento de sinais digitais e para análise de sinais de tempo discretos. O pente de Dirac é dado pela soma infinita, cujo limite pode ser entendido pelo sentido de distribuição,
{\displaystyle \Delta (x)=\sum _{n=-\infty }^{\infty }\delta (x-n),}
que e a sequencia massas pontuais de cada uma das integrais.
Mediante a uma constante de normalizacao global, o pente de Dirac é igual a sua própria transformada de Fourier. Isso é muito significativo, pois se f for qualquer função de Schawartz, então a periodização de f será dada pela Convolução
{\displaystyle (f*\Delta )(x)=\sum _{n=-\infty }^{\infty }f(x-n).}
Em particular,
{\displaystyle (f*\Delta )^{\wedge }={\hat {f}}{\widehat {\Delta }}={\hat {f}}\Delta }
E precisamente como a “Poisson summation formula”. 

## Integral
Em certo sentido, pode-se dizer que a delta de Dirac é a derivada da função de passo Heaviside, ou que a integral da delta de Dirac é a função de passo Heaviside:
{\displaystyle H(x)=\int _{-\infty }^{x}{\delta (t)}\mathrm {d} t}